# Erzurum
Erzurum (in armeno Կարին?, Karin, in curdo Erzirom‎) è una città della Turchia, capoluogo della Provincia di Erzurum situata nell'Anatolia orientale. Ha una popolazione di 398368 abitanti (al 2012) ed è situata a 1950 metri di altezza sul livello del mare. Ha un clima tipicamente continentale, con inverni rigidi a -11 °C in media, ma occasionalmente si raggiungono i -30 °C durante le pesanti nevicate invernali.

## Storia
Conosciuta ai romani come Arzen e ribattezzata Teodosiopoli dall'imperatore Teodosio I, appartenne ai bizantini e agli armeni. Oggi fa parte della Turchia orientale con il nome di Erzurum (scritto anche Erzerum). Il nome Erzerum deriva da Arz-e Rum (letteralmente "Il valore dei Romani" in persiano).
Il Nene Hatun di Erzurum è un monumento diventato sinonimo del patriottismo e del coraggio delle donne turche, quando costoro difesero la città (che comunque ha origine greco-armena) dall'attacco russo durante la Guerra russo-turca del 1877-78.
Mustafa Kemal Atatürk, fondatore della moderna Repubblica turca, ebbe la cittadinanza onoraria della città, considerata la porta dell'Anatolia orientale.
Il Congresso di Erzurum è conosciuto come una delle pietre angolari per la definizione della guerra d'indipendenza turca.
Erzurum offre un attrattivo centro universitario per la medicina.
La città è inoltre ricca di architettura antica e grandi monumenti del periodo selgiuchide.
Una specialità culinaria di Erzurum è il Cağ kebab, una varietà del Kebab che in anni recenti ha superato i confini della propria zona di origine, venendo ora apprezzato in tutta la Turchia.
Erzurum è anche conosciuta come "La Roccia" in codice NATO, e serve le forze aeree NATO dello scacchiere del sud-est anche dopo la guerra fredda.
In ultima istanza Erzurum, dai tempi di Roma passando per Bisanzio e la Turchia, ha mantenuto e mantiene intatta fino a oggi la sua importanza strategica all'ingresso dell'Anatolia orientale.

## Società
La stragrande maggioranza della popolazione di Erzurum è costituita da musulmani sunniti, oltre a comprendere una cospicua comunità alevita. Similmente al resto delle regioni interne dell'Anatolia la città è tendenzialmente una città religiosa e conservatrice.

## Sport
Erzurum offre una della maggiori attrattive per il turismo invernale con l'impianto sciistico del Monte Palandöken. A Erzurum hanno la propria sede l'Università internazionale per lo sport e la Federazione per i campionati mondiali invernali.
La città ha ospitato la XXV Universiade invernale nel 2011 e i campionati mondiali juniores di sci nordico 2012; la stazione sciistica dedicata allo sci nordico è attrezzata con il trampolino Kiremitliktepe. Il 15 luglio 2014 tre dei cinque trampolini presenti sono letteralmente crollati a causa di banali errori di costruzione. L'impianto non era infatti munito di fondamenta, bensì la pista rimaneva salda solo grazie all'attrito.